# راحله راحمی‌پور
راحله راحمی‌پور (زادهٔ ۱۹۵۳) یک فعال حقوق بشر ایرانی اهل تهران است. او به دلیل جستجو برای اعضای ناپدید شده خانواده‌اش از طریق تشکیل و فعالیت در کمپین‌های مختلف و برای حل و فصل مشکل ناپدید شدن اعضای خانواده‌اش و از طریق فعالیت‌های مسالمت‌آمیز و جستجو و پیگیری به نمایندگی از سایر قربانیان اعدام‌های دسته جمعی و ناپدید شدن‌های اجباری شناخته شد.
از زمان شکایت او به کارگروه ناپدید شدن اجباری سازمان ملل در سال ۲۰۱۶ به دلیل ناپدید شدن بستگانش، راحمی پور توسط نظام جمهوری اسلامی به دلیل انتشار اطلاعات نادرست و اقدامات ضد دولتی متهم، بازجویی، دستگیر و تحت تعقیب قرار گرفته است. سازمان‌های بین‌المللی و کارشناسان مستقل سازمان ملل از آزار و اذیت علیه این فعال مدنی نگران هستند و خواهان توقف آن از جانب حکومت ایران هستند.

راحمی پور در بهمن ماه ۱۳۹۶ به اتهام تبلیغ علیه نظام محکوم شد و یک سال به زندان رفت. دلیل این محکومیت حضور در رسانه‌ها، مصاحبه‌ها، شرکت در تجمع مادران پارک لاله و امضای طومارهای مختلف علیه نظام جمهوری اسلامی بود. راحله در ۲۹ مرداد ۱۳۹۶ به مدت شش ساعت در زندان اوین مورد بازجویی قرار گرفت. بازجویی او در ارتباط شرکت او در تظاهرات مسالمت آمیز بود که در آن تظاهرات عکس برادر مفقود شده‌اش را حمل کرده بود و خطاب به سران نظام جمهوری اسلامی فریاد زده بود:
برادرم را کشتی. با دخترش چه کردی؟
بار دیگر وی در ۱۹ شهریور ۱۳۹۶ در منزل خود در تهران دستگیر و به زندان اوین منتقل شد.
راحمی پور از اردیبهشت ۱۳۹۷ به دلیل شکایت به سازمان ملل در خصوص ناپدید شدن برادر و دختر تازه متولد شده‌اش به دادگاه احضار شده است. وزارت اطلاعات ایران به راحمی پور پیشنهاد داد در صورت موافقت با پس گرفتن شکایت خود به سازمان ملل، از اتهامات او صرف نظر کند. راحله در ۲۸ آبان ۱۴۰۲ برای گذراندن ۵ سال حبس به زندان اوین منتقل شد. صدیقه وسمقی گزارش کرده است که راحله راحمی‌پور از تومور مغزی و بیماری‌های متعددی رنج می‌برد اما با این حال در زندان از او نگهداری‌های لازم به عمل نمی‌آید و جان او در خطر است. پس از وخامت حال راحله او به بیمارستانی خارج از زندان اوین منتقل شد اما بار دیگر در ۷ بهمن ۱۴۰۲ به زندان بازگردانده شد.

## ناپدید شدن برادر و برادرزاده
حسین راحمی پور، برادر راحله، در مرداد ۱۳۶۲ به دلیل عضویت در سازمان مجاهدین خلق بود. همسر باردار حسین را با او به زندان اوین تهران بردند، جایی که دخترشان گلرو در فروردین ۱۳۶۳ به دنیا آمد. نوزاد تازه متولد شده از والدینش جدا شده و از آن زمان تاکنون مفقود شده است. مقامات ایرانی از صدور گواهی فوت یا ارائه اطلاعات بیشتر در مورد مرگ و دفن او خودداری می‌کنند. حسین در مهرماه ۱۳۶۳ اعدام شد. جسد وی هنوز به خانواده او تحویل داده نشده و گواهی فوت نیز صادر نشده است. یک سال پس از اعدام حسین، از خانواده حسین خواسته شد تا وسایل شخصی او را جمع‌آوری کنند. همسر حسین که از بیماری قلبی رنج می‌برد در ژانویه ۱۹۸۵ از زندان آزاد شد.